# Power Slam

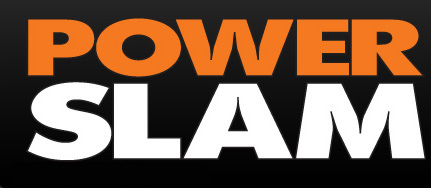
Logo de Power Slam

Power Slam The Wrestling Magazine es una revista sobre el mundo de la lucha (catch); (lucha libre). Da cuenta cada mes de los resultados de las diferentes federaciones y de la vida de los luchadores de catch. Esta revista nació con el nombre de Superestrellas de la Lucha Libre; después de 30 números, se cambió en 1994 a Power Slam. Se publica mensualmente en el  Reino Unido por SW Publishing. Refleja tanto los resultados del WWE como del TNA, así como federaciones japonesas como New Japan Pro Wrestling o  las federaciones independientes.

## Los Premios

### Wrestlers of Year
| - 1993 Vader - 1994 Kevin Nash - 1995 Shawn Michaels - 1996 Shawn Michaels |  | - 1997 Stone Cold Steve Austin - 1998 Stone Cold Steve Austin - 1999 The Rock - 2000 Triple H |  | - 2001 Kurt Angle - 2002 Kurt Angle - 2003 Kurt Angle - 2004 JBL |  | - 2005 Shawn Michaels - 2006 Rey Mysterio - 2007 Bryan Danielson - 2008 Edge |

### Babyface
| - 1993 Bret Hart - 1994 Bret Hart - 1995 Shawn Michaels - 1996 Shawn Michaels |  | - 1997 Stone Cold Steve Austin - 1998 Stone Cold Steve Austin - 1999 The Rock - 2000 The Rock |  | - 2001 The Rock - 2002 Rob Van Dam - 2003 Eddie Guerrero - 2004 Shawn Michaels |  | - 2005 Shelton Benjamin - 2006 Rey Mysterio - 2007 Jeff Hardy - 2008 Jeff Hardy |

### Heel of the year
| - 1993 Vader - 1994 Owen Hart - 1995 Davey Boy Smith - 1996 Stone Cold Steve Austin |  | - 1997 Bret Hart - 1998 Vince McMahon - 1999 The Undertaker - 2000 Triple H |  | - 2001 Stone Cold Steve Austin - 2002 Kurt Angle - 2003 Brock Lesnar - 2004 JBL |  | - 2005 Kurt Angle - 2006 Randy Orton - 2007 Randy Orton - 2008 Edge |

### Match Of the Year
- 1993	Shawn Michaels Vs Marty Janetty (19 de julio)
- 1994	Razor Ramon Vs Shawn Michaels (Wrestlemania X)
- 1995	Shawn Michaels Vs Razor Ramon (SummerSlam 1995)
- 1996	Shawn Michaels Vs Mankind (22 de septiembre)
- 1997  The Undertaker Vs Shawn Michaels (5 de octubre)
- 1998	Mankind Vs The Undertaker (28 de junio)
- 1999	Hardy Boyz Vs Edge et Christian (17 de octubre)
- 2000	Hardy Boyz Vs Dudley Boyz Vs Edge et Christian (SummerSlam 2000)
- 2001  Stone Cold Steve Austin Vs The Rock (Wrestlemania X-Seven)
- 2002  Shawn Michaels Vs Triple H (25 de agosto)
- 2003  Kurt Angle Vs Chris Benoit (19 de enero)
- 2004  Shelton Benjamin vs Shawn Michaels
- 2005  Kurt Angle Vs Shawn Michaels (3 de abril)
- 2006   Rey Mysterio vs Kurt Angle vs Randy Orton
- 2007  The Undertaker Vs Batista (Wrestlemania 23)
- 2008  Edge Vs The Undertaker (Summerslam 2008)

### Card Of The Year
| - 1994 ECW Night the line Was Crossed (5 de febrero) - 1995 WWF SummerSlam 1995 (27 de agostot) - 1996 WWF King of the Ring 1996 (23 de junio) - 1997 WWF In Your House XVI: Canadian Stampede (6 de julio) - 1998 WWF SummerSlam 1998 (30 de agosto) - 1999 WWF No Mercy 1999 (17 de octubre) - 2000 WWF Backlash 2000 (30 de abril) - 2001 WWE Wrestlemania X-Seven (1 de abril) - 2002 WWE SummerSlam 2002 |  | - 2003 WWE Wrestlemania XIX (30 de marzo) - 2004 - 2005 ECW One Night Stand (12 de junio) - 2006 - 2007 WWE Wrestlemania 23 (1 de abril) - 2008 WWE WrestleMania XXIV |

### Tag Team
- 1993	The Heavenly Bodies, Tom Prichard et Jimmy Del Ray
- 1994	The Public Enemy, Rocco Rock et Johnny Grunge
- 1995	The Public Enemy, Rocco Rock et Johnny Grunge
- 1996	Owen Hart et Davey Boy Smith
- 1997	Owen Hart et Davey Boy Smith
- 1998	Billy Gunn et Road Dogg Jesse James The New Age Outlaws
- 1999	Hardy Boyz : Jeff Hardy et Matt Hardy
- 2000	Edge et Christian
- 2001 Dudley Boyz
- 2002 Los Guerrero, Eddie Guerrero et Chavo Guerrero
- 2003 Shelton Benjamin et Charlie Haas
- 2004
- 2005 Joey Mercury et Johnny Nitro
- 2006 Rated-RKO
- 2007 Mark Briscoe et Jay Briscoe
- 2008 John Morrison et The Miz

### Character of the Year
| - 1995 The Undertaker - 1996 Goldust - 1997 Stone Cold Steve Austin - 1998 Chris Jericho - 1999 The Rock |  | - 2000 Kurt Angle - 2001 Stone Cold Steve Austin - 2002 Kurt Angle - 2003 John Cena - 2004 |  | - 2005 Ken Kennedy - 2006 JBL - 2007 Santino Marella - 2008 Santino Marella |

### Most Abysmal Wrestler of the Year(Plus Mauvais)
| - 1993 Giant Gonzalez - 1994 Jim Duggan - 1995 Hulk Hogan - 1996 Hulk Hogan - 1997 Hulk Hogan |  | - 1998 The Warrior - 1999 Hulk Hogan - 2000 David Flair - 2001 Stone Cold Steve Austin - 2002 The Big Show |  | - 2003 Triple H - 2004 - 2005 John Cena - 2006 Mark Henry - 2007 The Great Khali |  | - 2008 Vladimir Kozlov |

- Datos: Q3400951